# Suitbertus-Stiftsplatz

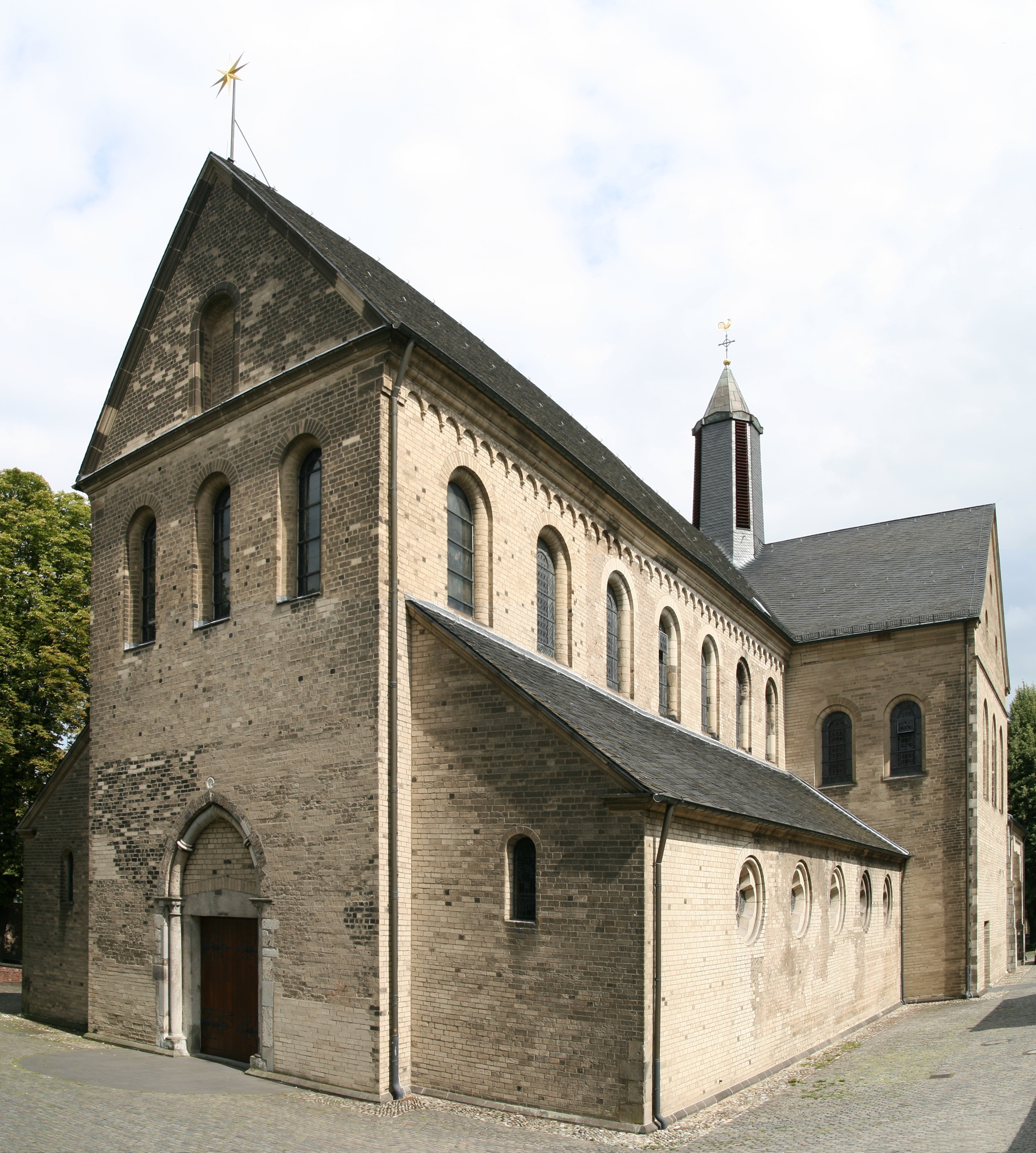
Kirche St. Suitbertus

Der Suitbertus-Stiftsplatz in Kaiserswerth, einem Stadtteil von Düsseldorf, besteht aus einem Gebäudeensemble um die Kirche St. Suitbertus. Die Häuser und die Kirche stehen seit 1982/83 unter Denkmalschutz. Der Stiftsplatz befindet sich zwischen der südlich gelegenen Kaiserpfalz und der nördlich angrenzenden Marktsiedlung.

## Geschichte
Das Ende des 7. Jahrhunderts von Suitbert gegründete Kloster wandelte sich bis spätestens im 11. Jahrhundert zum Chorherrenstift um. In der Folge entstanden um die Kirche Kanonikerhäuser. Bei mindestens drei ist der Ursprung aus romanischer Zeit nachweisbar. Die Stiftsimmunität bildete einen eigenen Rechtsbereich. Der Immunitätsbezirk war deutlich sichtbar durch Mauern abgegrenzt und mit zwei Zugängen (wahrscheinlich durch die heutige Stiftsgasse und die Dauzenbergstraße) versehen. Der Stiftsplatz entspricht im Inneren der ehemaligen Stiftsimmunität. Die heutige Bebauung entstand nach der Zerstörung von Kaiserswerth während des Spanischen Erbfolgekriegs im Jahre 1702.      

## Beschreibung
Der schmale Südrand des Platzes wird von drei überwiegend freistehenden Häusern mit Hoftoren und Gärten gebildet. Gegenüber der Choranlage der Kirche befindet sich der östliche Bereich des Platzes, der von sieben Linden gesäumt wird. Eine Verengung zwischen Haus Nr. 18 und dem nordöstlichen Chor führt auf den nördlichen Platz, der nahezu ein Quadrat bildet. Hier befand sich der 1786 aufgehobene Stiftsfriedhof. 
Die spätbarocke Bebauung mit vorwiegend traufständigen Häusern wird durch Giebelhäuser und Turmanbauten aufgelockert. Mehrere Häuser wurden auf den tonnengewölbten Kellern der Vorgängerbauten errichtet. Nach Aufhebung des Stifts in Folge der Säkularisation im Jahr 1803 kamen die Häuser nach und nach in bürgerlichen Besitz. Sie wurden jedoch bis heute nur wenig umgestaltet. Lediglich der bei Haus Nr. 15 im Jahre 1949 eingefügte Torbau zum Krankenhaus veränderte den Platz. Er schließt den ehemals offenen Bereich zu den ehemaligen Stiftsgärten ab. Im Inneren der Häuser sind die meisten hölzernen Treppen, oft mit Balustern, und viele Kölner Decken erhalten. 

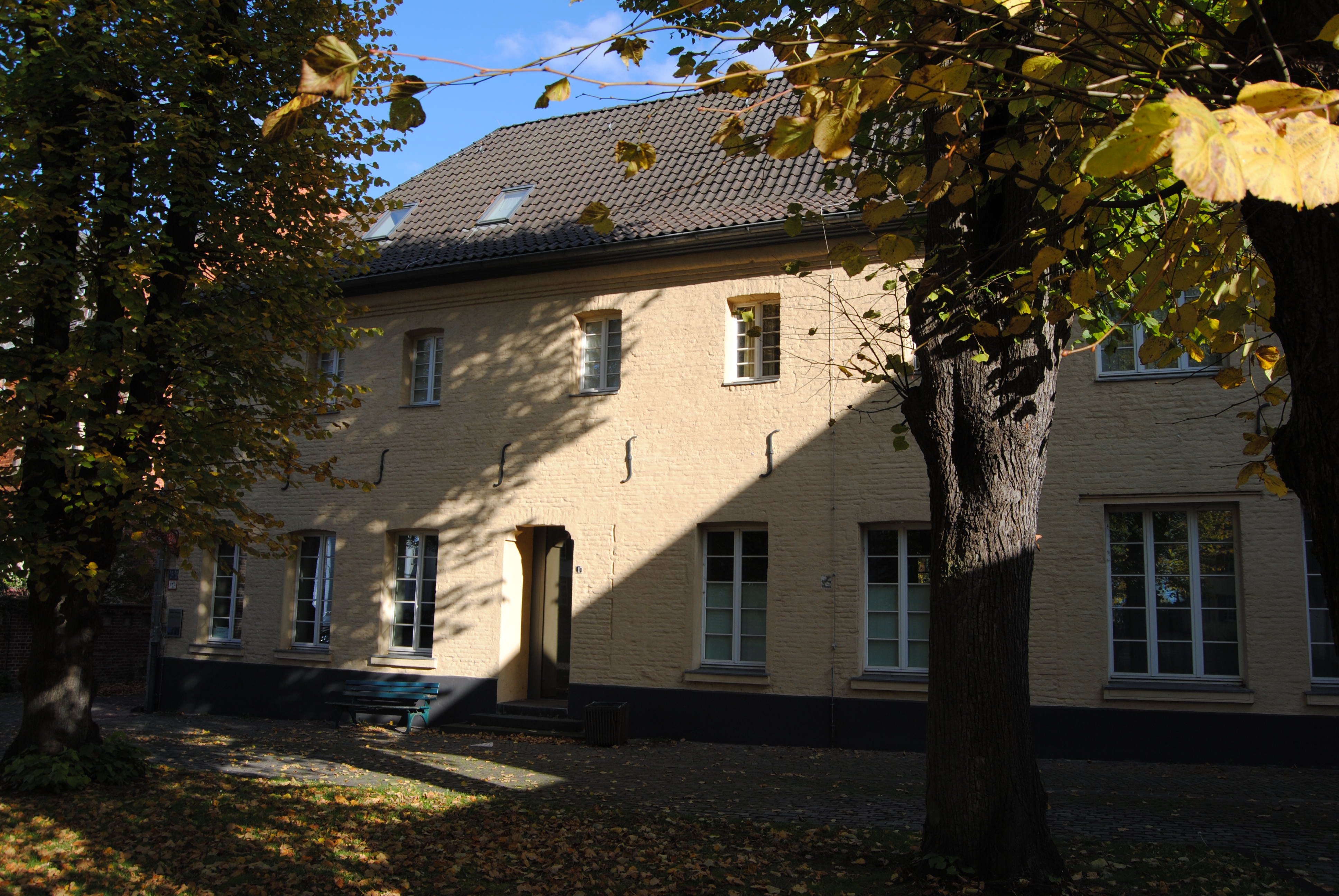
Suitbertus-Stiftsplatz 1
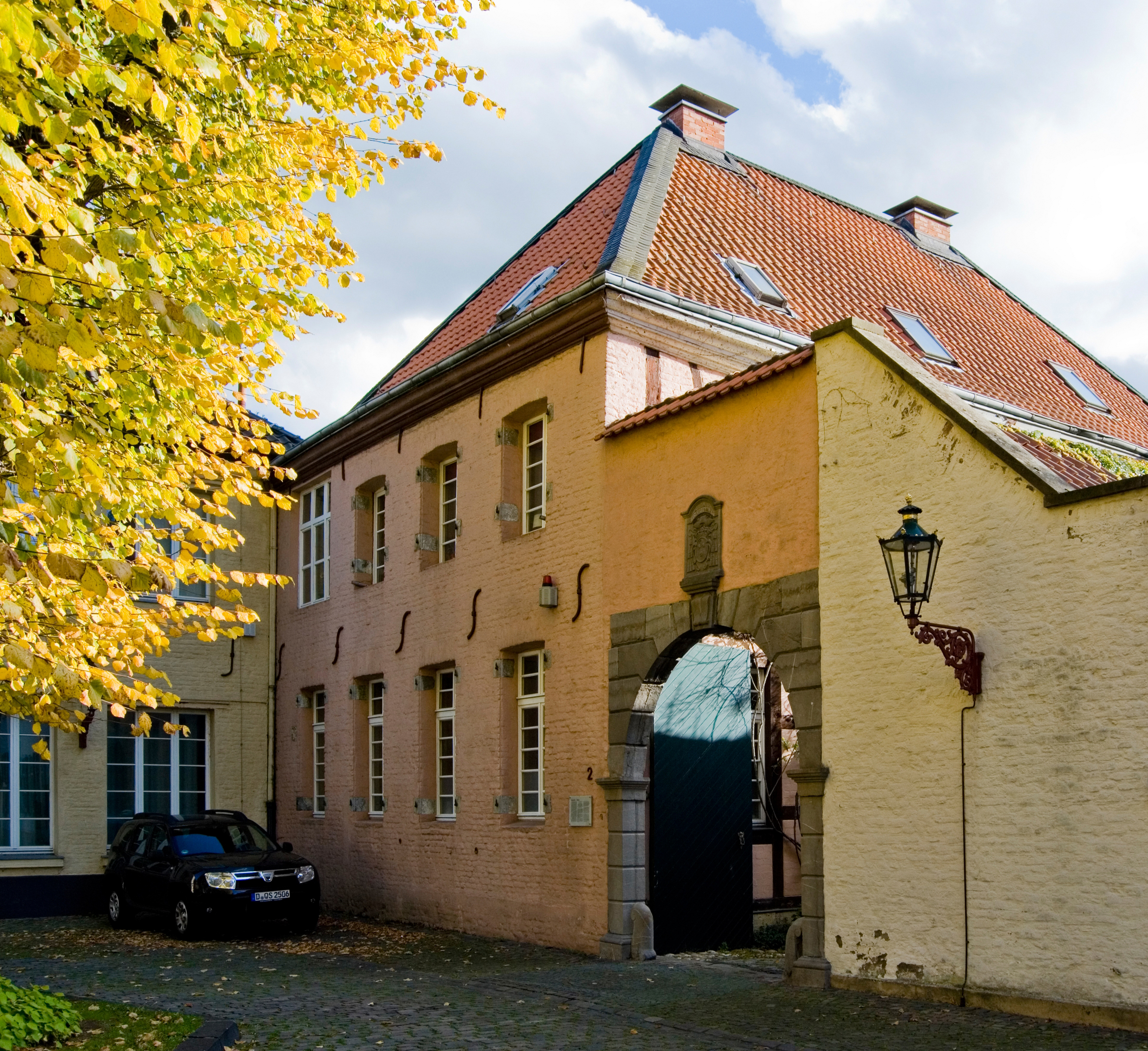
Suitbertus-Stiftsplatz 2
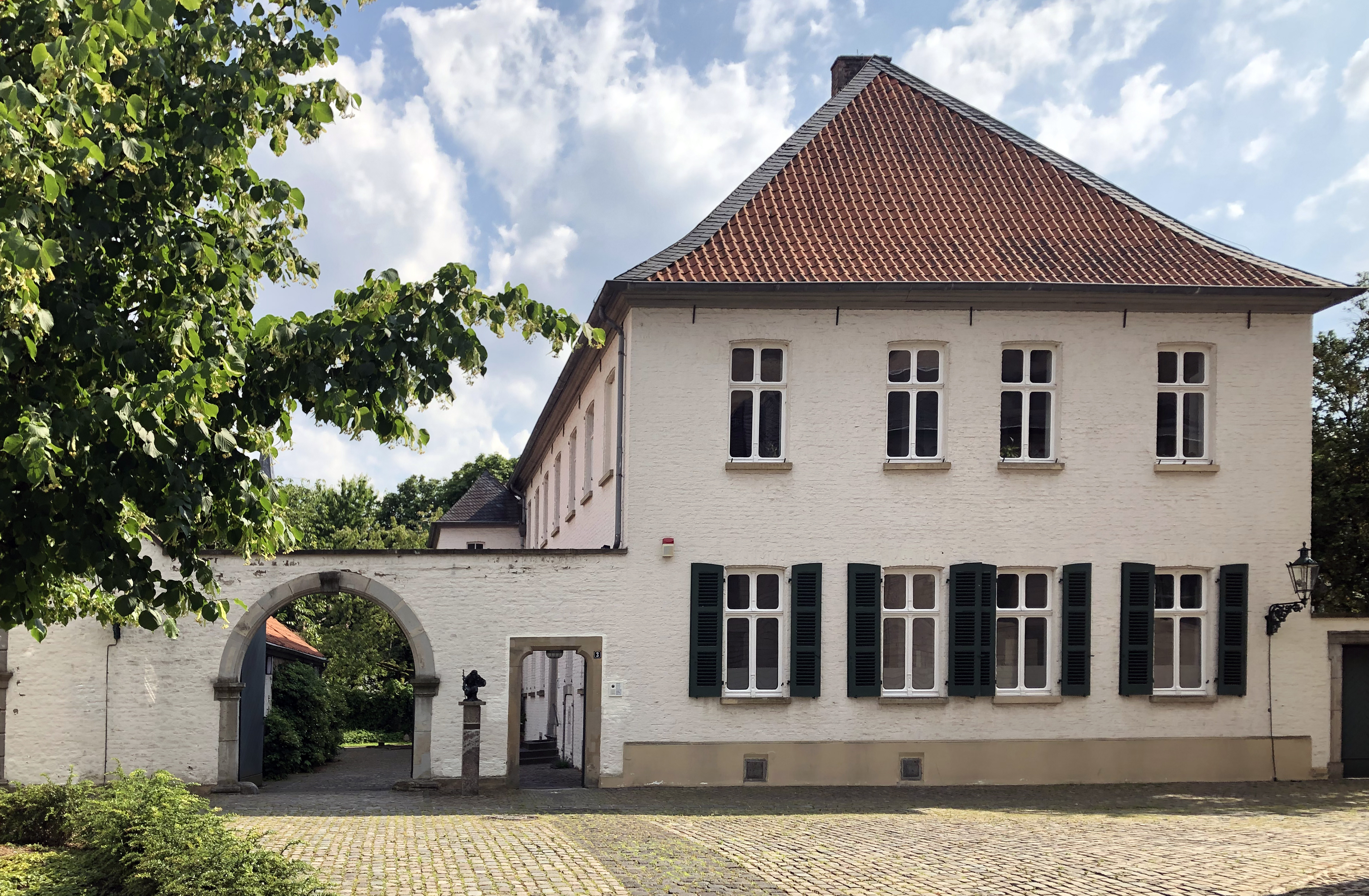
Suitbertus-Stiftsplatz 3
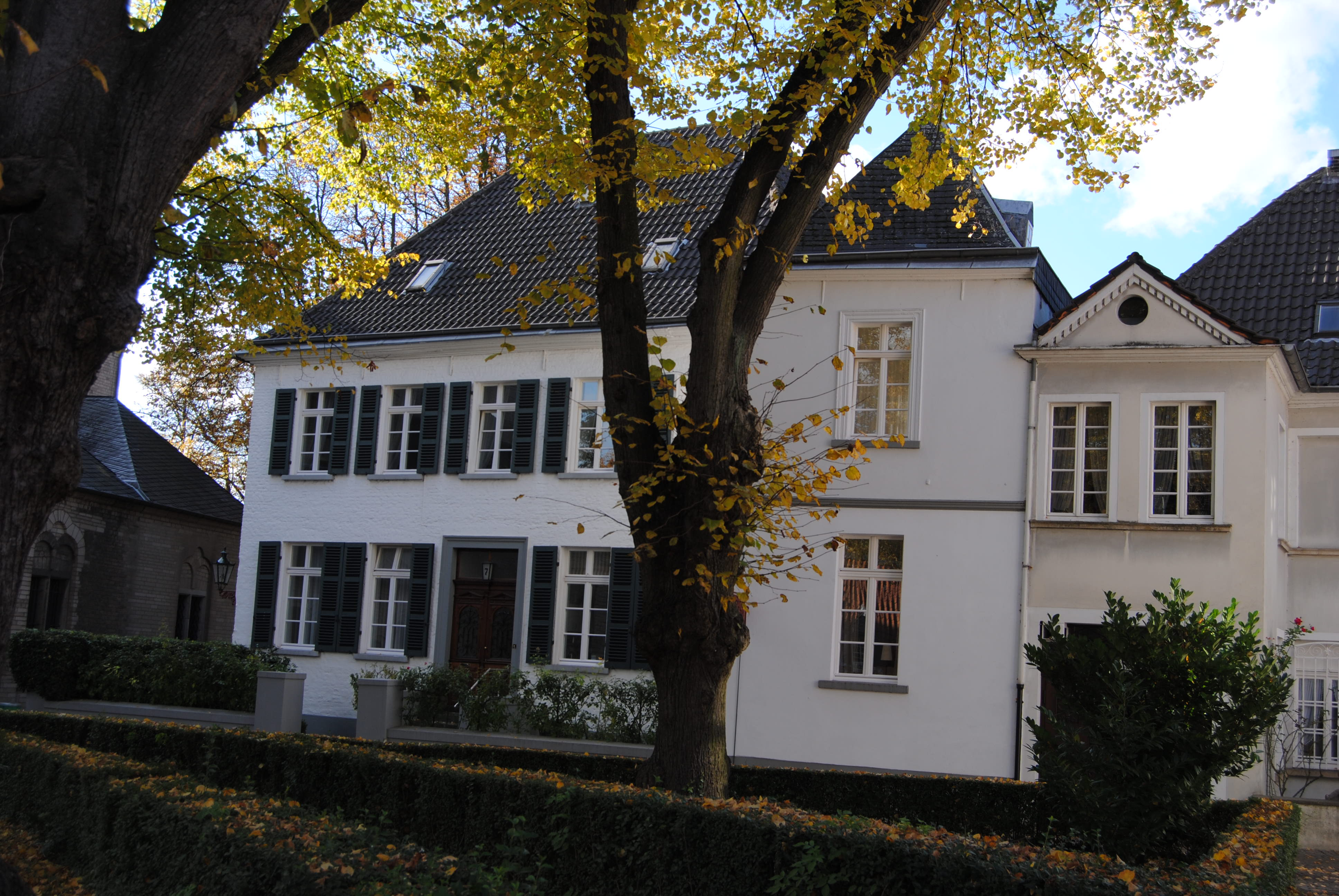
Suitbertus-Stiftsplatz 7
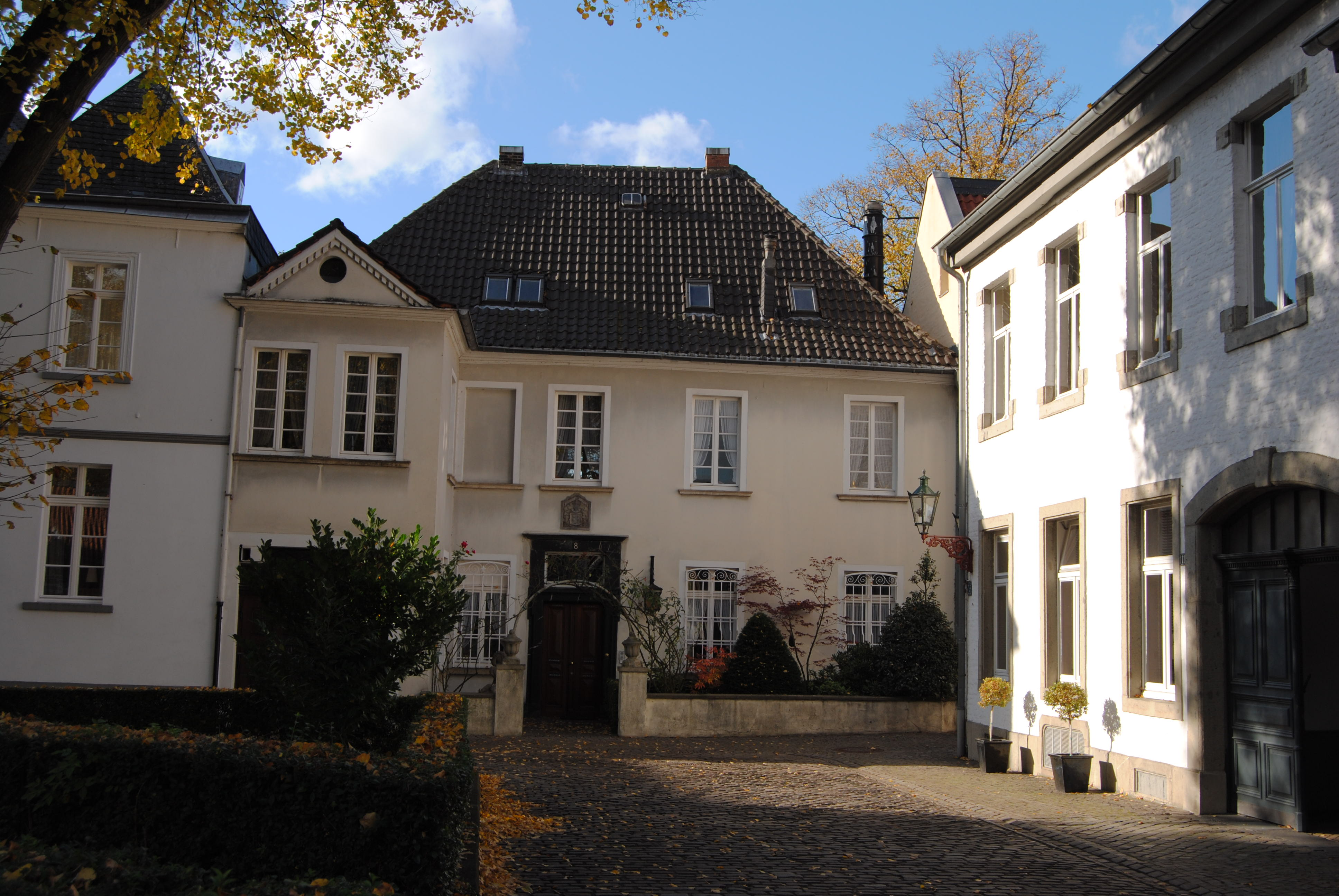
Suitbertus-Stiftsplatz 8
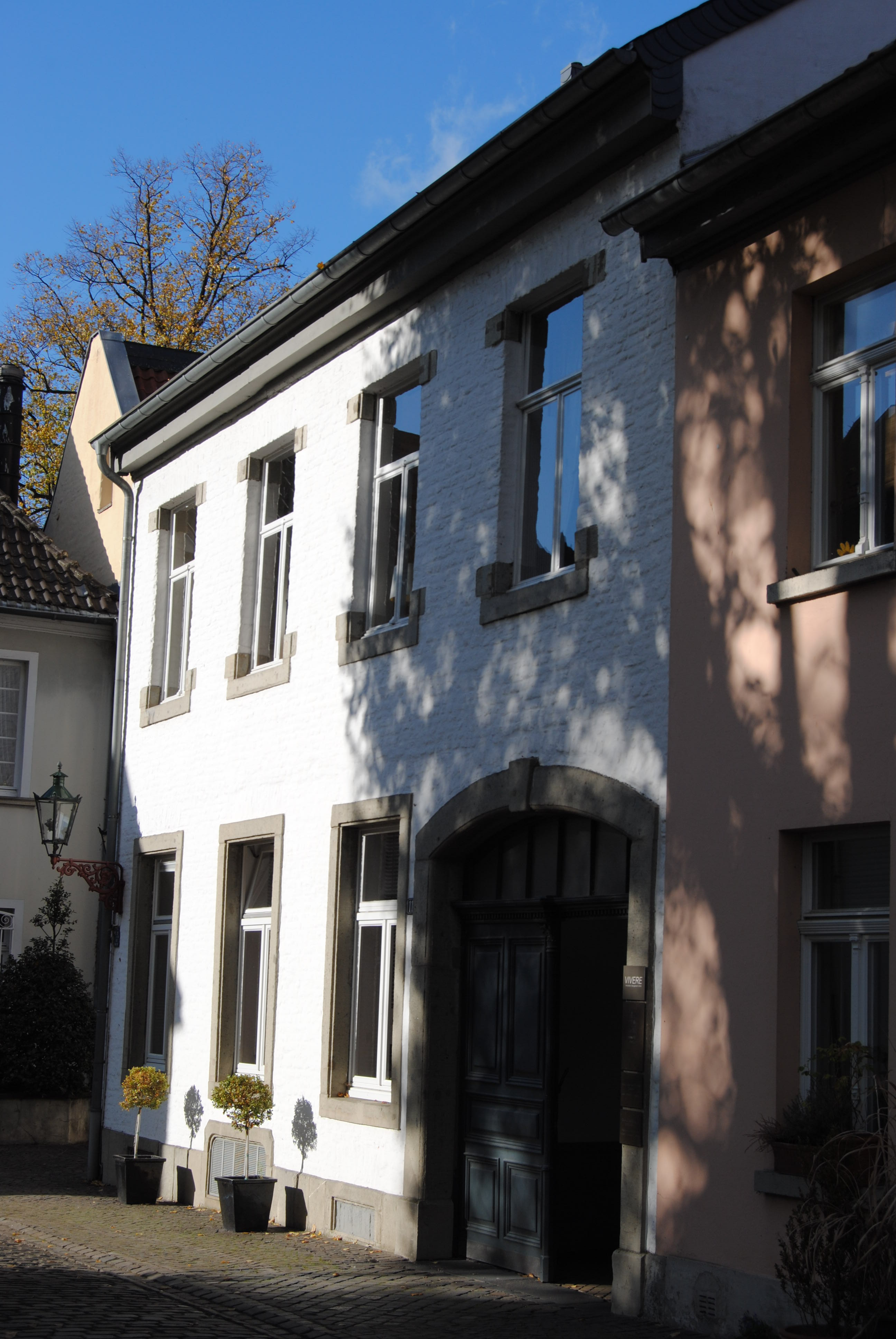
Suitbertus-Stiftsplatz 11
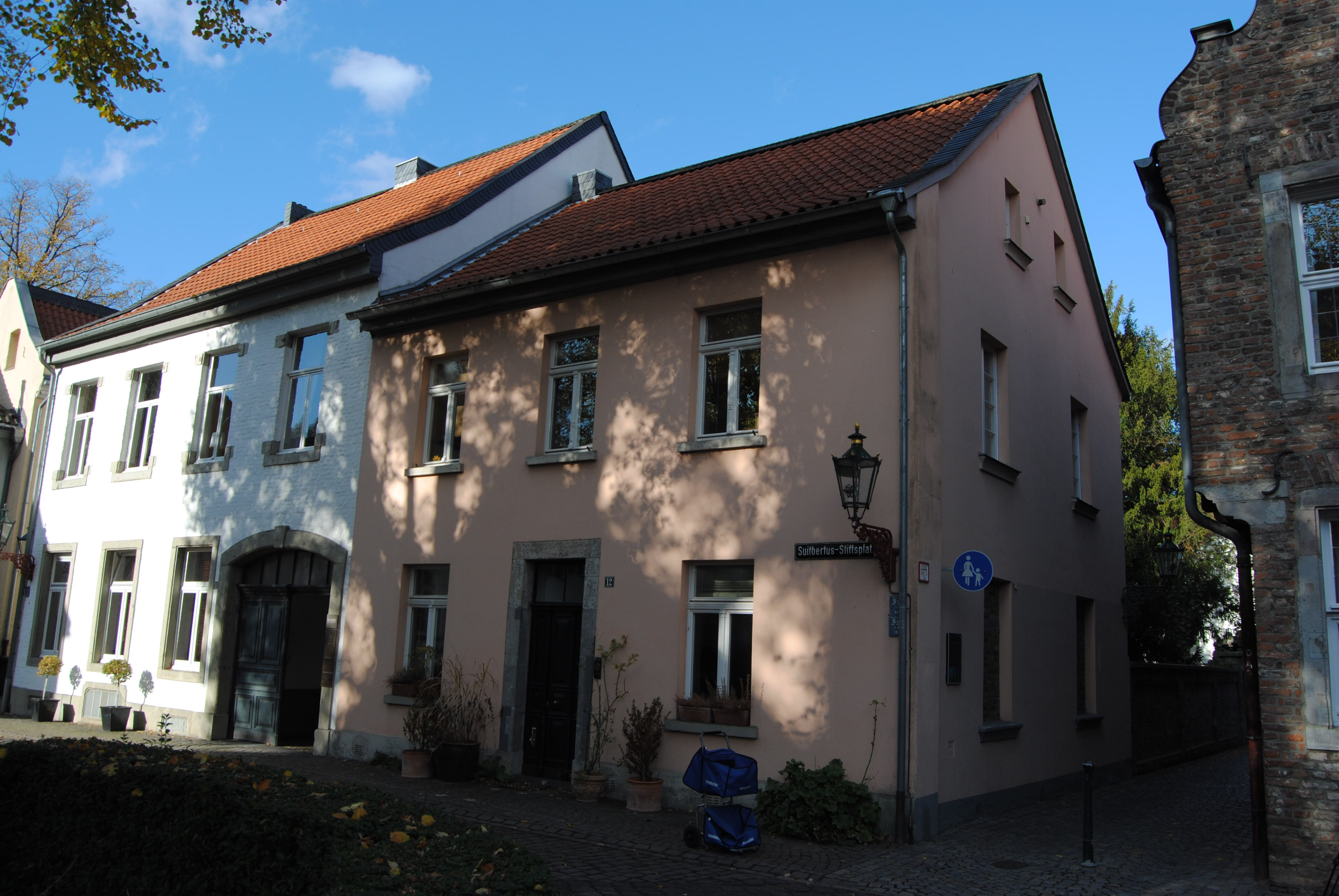
Suitbertus-Stiftsplatz 12
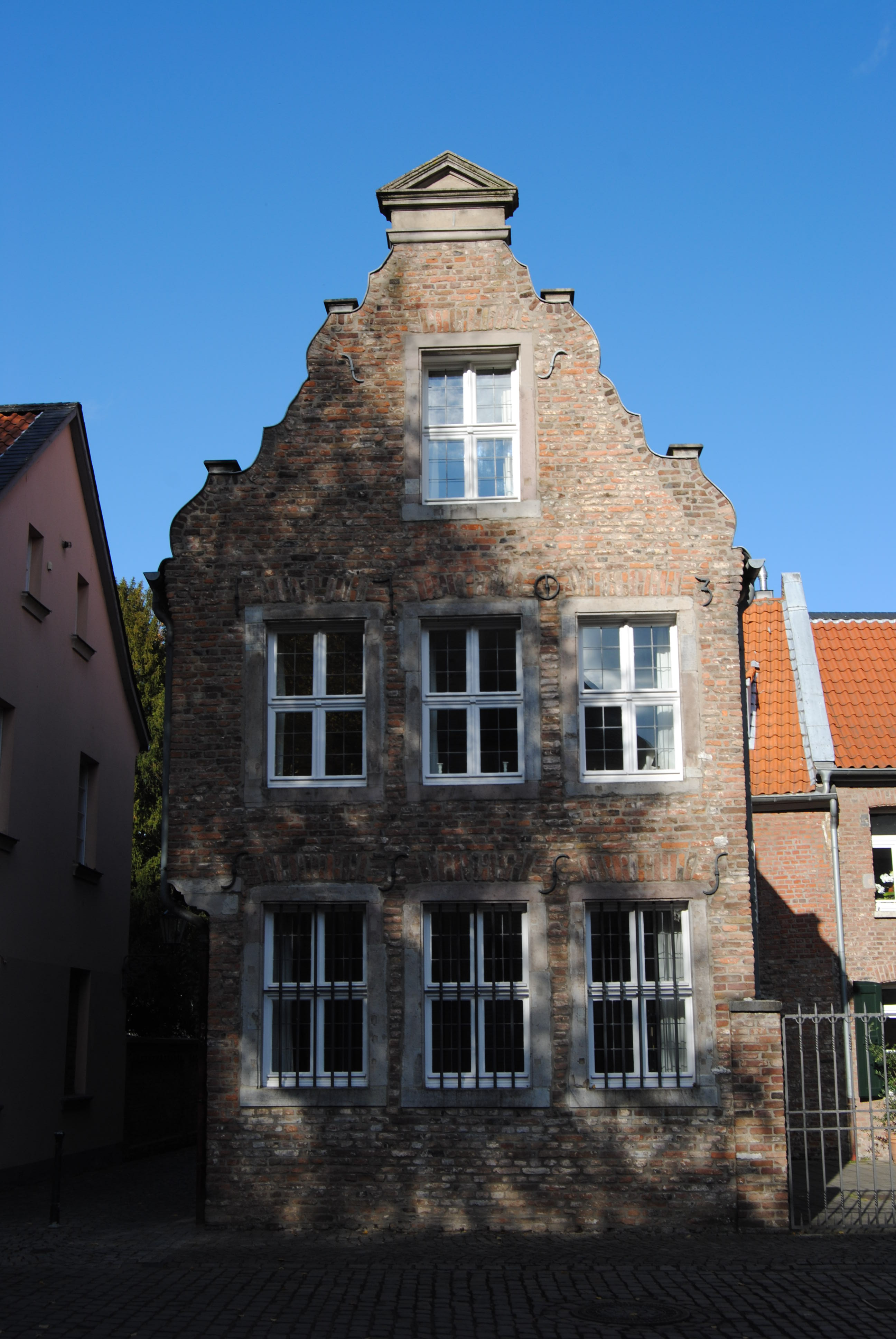
Suitbertus-Stiftsplatz 14
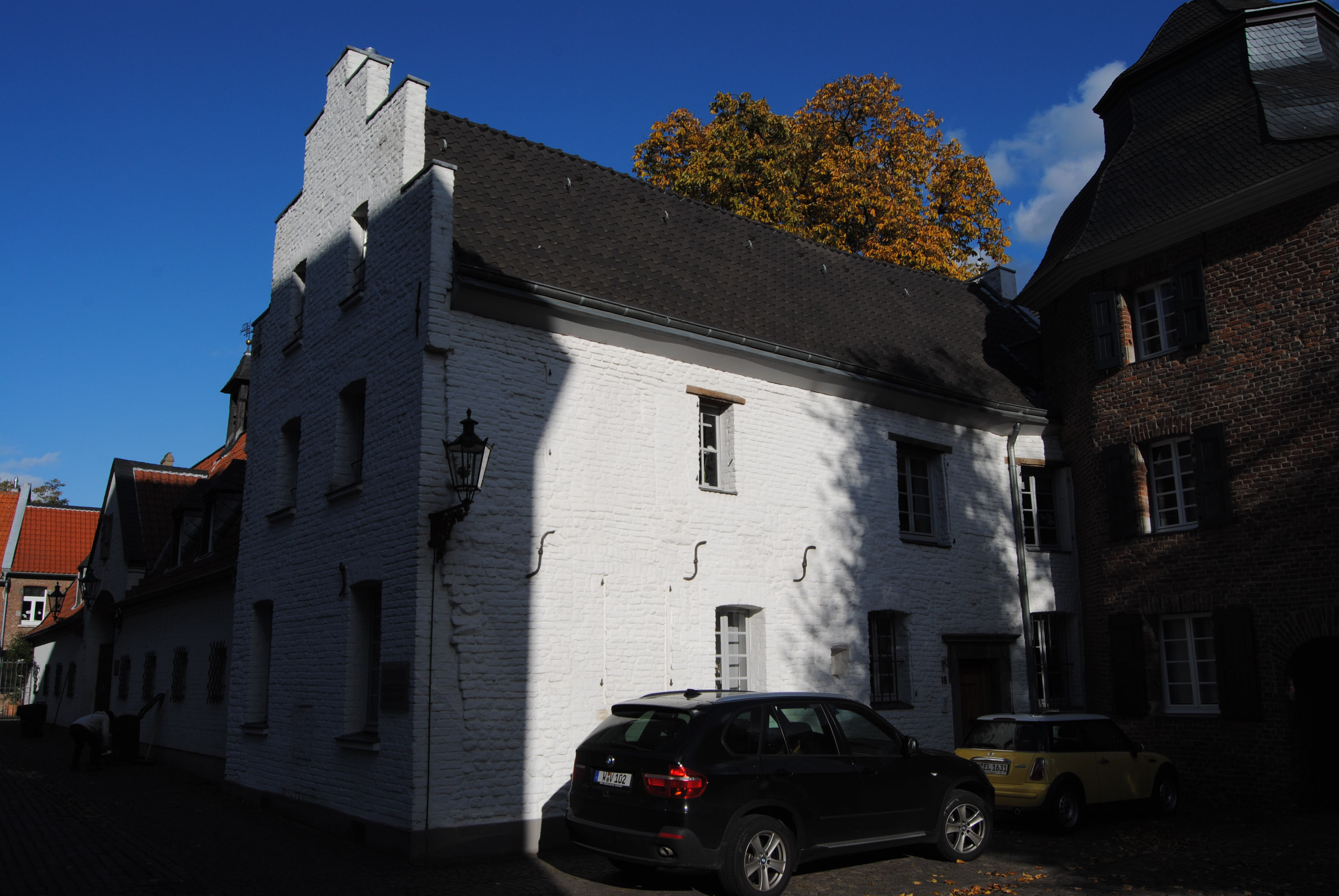
Suitbertus-Stiftsplatz 18
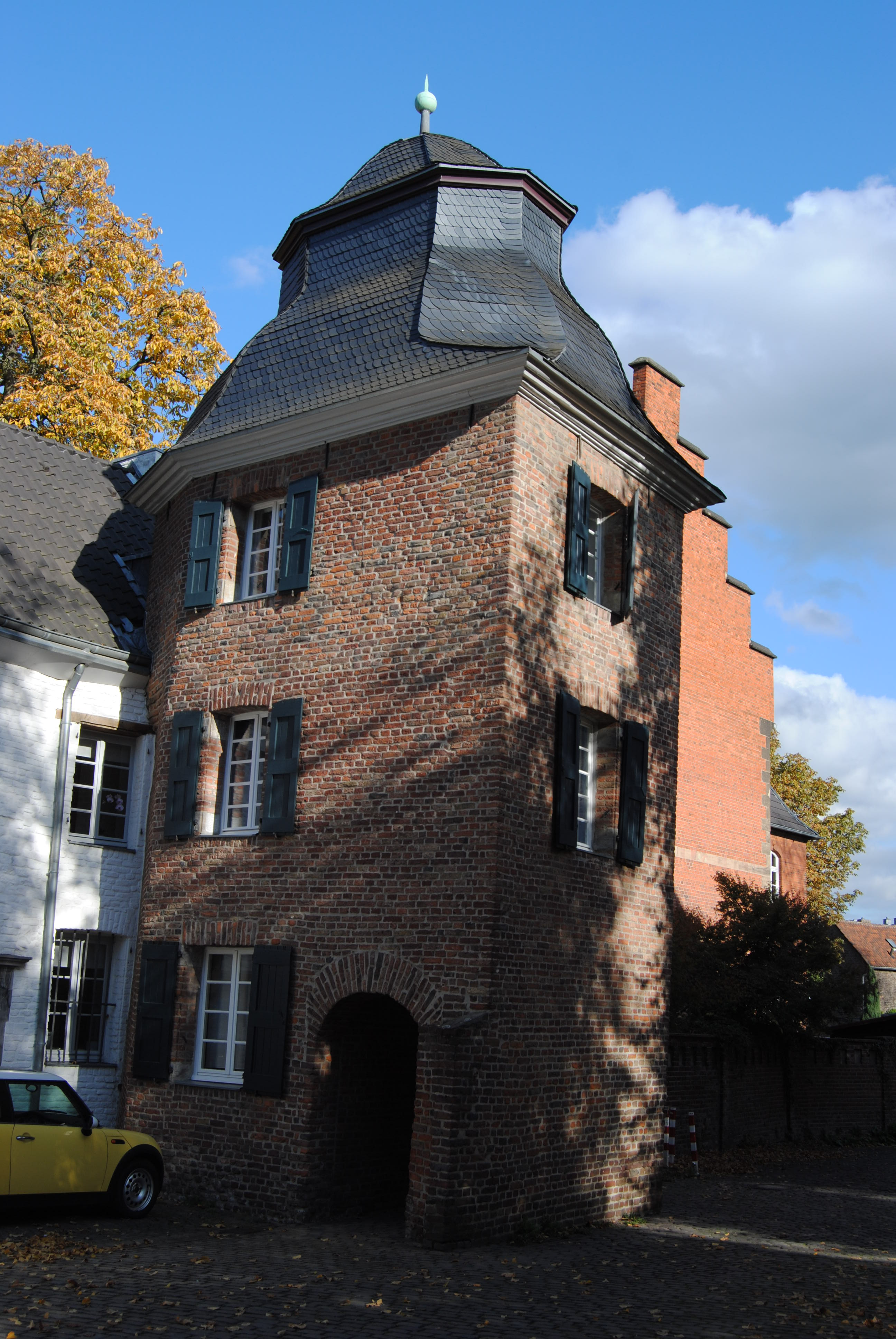
Turm des Hauses Suitbertus-Stiftsplatz 18